# Walter Scherb
Walter Scherb (* 9. April 1965 in Linz, Oberösterreich) ist ein Manager und ehemaliger Politiker (FPÖ).

## Leben
Nach Besuch der Volksschule und der Unterstufe einer Allgemeinbildenden Höheren Schule absolvierte Scherb die Handelsakademie in Linz, an welcher er im Jahr 1984 maturierte. Nach einem zweijährigen Studium der Betriebswirtschaftslehre an der Universität Linz wechselte Scherb 1986 an die Wirtschaftsuniversität Wien, an der er 1990 seinen Magister in Handelswissenschaften erwarb.
1992 wurde er Geschäftsführer der Scherb GesmbH, und im Jahr 1997 Komplementär des Getränkeherstellers S. Spitz mit Sitz im oberösterreichischen Attnang-Puchheim.
Seine kurze politische Karriere begann Scherb im November 1997, als er Mitglied des Bundesrats wurde. Er war in dieser Funktion rund eineinhalb Jahre, bis Juli 1999, tätig.